# Kritiskt vattendjup
Kritiskt vattendjup kallas det vattendjup i en kanal eller ett öppet dike som resultarar i att Froudes tal = 1. Om det verkliga vattendjupet i kanalen eller öppna diket understiger det kritiska vattendjupet, får vi ett superkritiskt flöde. Om det verkliga vattendjupet i kanalen eller öppna diket däremot överstiger det kritiska vattendjupet, får vi ett subkritiskt flöde. 